# CityCube Berlin
Le CityCube Berlin est une salle d'exposition à Berlin-Westend, en Allemagne. Le bâtiment se trouve à l'angle de la Jafféstraße et de la Messedamm dans le quartier berlinois de Westend, à proximité immédiate de l'entrée sud du parc d'exposition de Berlin.
Avec environ 12 000 m² d'espace, le CityCube Berlin remplace le Centre international de congrès (ICC) et couvre les besoins d'espace sans cesse croissants de salons importants tels que Internationale Funkausstellung Berlin, Fruit Logistica, InnoTrans, ITB Berlin et Internationale Grüne Woche Berlin. La pose de la première pierre a eu lieu en juillet 2012, l'ouverture était prévue pour mars 2014  et a finalement eu lieu le 5 mai 2014. Avec la démolition de la Deutschlandhalle, le coût des travaux s'est élevé à environ 83 millions d'euros.

## Description
Le bâtiment se compose de deux niveaux, chacun de 6 015 m². La salle sans piliers au niveau supérieur d'une hauteur maximale de douze mètres offre un espace pouvant accueillir jusqu'à 5000 personnes et peut être utilisée pour de grandes salles plénières, des expositions, des concerts ou de la restauration, tandis qu'au niveau inférieur, des cloisons de séparation flexibles peut accueillir jusqu'à huit salles de conférence de 400 à 3000 personnes chacune et un espace d'exposition peut être créé. S'y trouve également huit salles de conférence supplémentaires avec des cloisons flexibles pour 50 à 300 personnes chacune, ainsi que 47 autres salles plus petites. Le hall est directement relié aux salles de conférence du hall d'exposition 7 et aux halls d'exposition 2 et 4 comme espace d'exposition supplémentaire. Avec la Gare de Berlin Messe Süd, le CityCube est relié au réseau S-Bahn de Berlin et à la ligne de bus 349 de la BVG.